# 리퀴 몰리
리퀴 몰리(Liqui Moly GmbH)는 독일의 윤활유 전문 석유및 화학회사이다. 1960년 한스 헨레(Hans Henle)가 이 회사를 창업했다.

## 브랜드
- 리퀴 몰리 (자동차 엔진 첨가제)
- 메귄 (자동차 엔진오일)

## 역사
LIQUI MOLY의 역사는 MEGUIN의 역사와 그 궤를 같이한다. 1847년에 독일의 Saarlouis에서 창립된 엔진오일 브랜드 MEGUIN이 1, 2차 세계대전 당시 군수용 Chemical을 생산하면서 축적된 기술력을 바탕으로 1957년 독일의 Ulm에 설립되었다.

## 제품 구성
LIQUI MOLY의 제품은 자동차용, 모터사이클용, 선박용 등 1,350여 종류로 엔진오일, 미션오일, 유압오일 등 오일류와 오일첨가제, 연료첨가제, 미션첨가제 등 첨가제류를 비롯하여 광택제, 세척제, 보호제 등 내.외장관리제류, 부식방지, 충격방지, 전기장치, 윤활장치, 구동장치, 냉.난방장치 유지.보수제류 등이다.

## 같이 보기
- 윤활유
- 내연기관